# Michael Gracey
Michael Gracey (Melbourne, 1976) è un produttore cinematografico, regista ed effettista australiano.

## Biografia
Gracey è nato a Melbourne e ha cominciato a lavorare nel campo degli effetti speciali prima di farsi una reputazione nella pubblicità, guadagnandosi un nome con i suoi spot natalizi nel Regno Unito e negli Stati Uniti.

## Carriera
Gracey ha debuttato come regista nel 2017 con The Greatest Showman, con Hugh Jackman nel ruolo di P. T. Barnum.
Gracey ha anche in programma un adattamento della serie manga Naruto, e un adattamento del romanzo Daughter of Smoke and Bone.
Gracey ha lavorato per 2 anni nello studio di animazione ed effetti visivi Animal Logic, dal 1994-1996, come animatore e compositore di effetti visivi.

## Filmografia

### Regista
- The Greatest Showman (2017)
- Pink: All I Know So Far (2021)
- Better Man (2025)

### Produttore
- Rocketman (2019)
- Miraculous - Le storie di Ladybug e Chat Noir: Il film (2023)